# Saison 1947-1948 du FC Nantes
Chronologie
Saison précédente Saison suivante
La saison 1947-1948 du FC Nantes est la 5e saison de l'histoire du club nantais. Le club est engagé dans deux compétitions officielles: Division 2 (3e participation) et Coupe de France (5e participation).

## Effectif et encadrement

### Transferts
| Nom                      | Nationalité | Poste     | Modalités                  | Provenance/Destination | Division        |
| ------------------------ | ----------- | --------- | -------------------------- | ---------------------- | --------------- |
| Arrivées                 |             |           |                            |                        |                 |
| Gilbert Brécheteau       | France      | Défenseur |                            | AS Segré               |                 |
| Stanislas Staho          | Pologne     | Défenseur |                            |                        |                 |
| Joseph Cauwelier         | France      | Défenseur |                            | FC Nancy               | Division 1 (D1) |
| Erwin Hesse              | France      | Milieu    |                            | ES La Bastide Bordeaux |                 |
| Jose Garcia Gimenez      | Espagne     | Attaquant |                            | USA Perpignan          | Division 2 (D2) |
| Louis Gusse              | France      | Attaquant |                            | US Valenciennes-Anzin  | Division 2 (D2) |
| Willy Leonard Kettermans | Belgique    | Attaquant |                            | AC Brasschaat          |                 |
| Camille Subileau         | France      | Attaquant |                            | SO Cholet              | DH Ouest (D3)   |
| Henryk Zygmunt           | Pologne     | Attaquant |                            | RC Ancenis             |                 |
| Léon Abautret            | France      | Attaquant |                            |                        |                 |
| Départs                  |             |           |                            |                        |                 |
| Gaston David             | France      | Gardien   | Transfert (500.000 francs) | FC Nancy               | Division 1 (D1) |
| Martial Gergotich        | France      | Milieu    | Transfert (650.000 francs) | Olympique alésien      | Division 1 (D1) |
| Joseph Kerdraon          | France      | Milieu    |                            |                        |                 |
| Edmond Le Maître         | France      | Milieu    | Transfert (800.000 francs) | FC Metz                | Division 1 (D1) |
| Roger Pouillot           | France      | Milieu    |                            |                        |                 |
| René Buton               | France      |           |                            |                        |                 |
| Stanislas Flack          | France      |           |                            |                        |                 |

## Matchs amicaux
| Date                      | Adversaire   | Niveau | Lieu | Score | Buteurs du FCN | Affluence |
| ------------------------- | ------------ | ------ | ---- | ----- | -------------- | --------- |
| Dimanche 23 novembre 1947 | RC La Flèche |        | Ext. | 1 - 3 | ?              | ?         |

## Matchs de la saison

### Division 2
| Date                        | Journée | Adversaire               | Lieu | Score | Buteurs du FC Nantes                                                     | Class. | Affluence |
| --------------------------- | ------- | ------------------------ | ---- | ----- | ------------------------------------------------------------------------ | ------ | --------- |
| Dimanche 24 août 1947       | J01     | AS Béziers               | Ext. | 1 - 4 | Maestroni ?                                                              | ?      | ?         |
| Dimanche 7 septembre 1947   | J03     | AS Avignon               | Ext. | 1 - 2 | ?                                                                        | 19     | ?         |
| Dimanche 14 septembre 1947, | J04     | FC Girondins de Bordeaux | Dom. | 3 - 2 | Kettermans ?, ? 75e, Le Floch 87e                                        | 16     | ?         |
| Dimanche 21 septembre 1947  | J05     | Lyon OU                  | Ext. | 2 - 1 | ? ?, Le Floch 52e                                                        | 14     | 5.500     |
| Dimanche 28 septembre 1947  | J06     | AS Charentes             | Dom. | 2 - 1 | Cauwelier 45e, Le Floch 60e                                              | 9      | 5.000     |
| Dimanche 5 octobre 1947     | J07     | RCFC Besançon            | Ext. | 0 - 0 | -                                                                        | 11     | 3.978     |
| Dimanche 12 octobre 1947    | J08     | SA Douai                 | Dom. | 2 - 1 | Deru 57e et ?                                                            | 9      | 3.500     |
| Dimanche 26 octobre 1947    | J09     | US Valenciennes-Anzin    | Dom. | 1 - 3 | Berbette 50e                                                             | 9      | 6.000     |
| Samedi 1er novembre 1947    | J10     | CA Paris                 | Ext. | 3 - 2 | Raab 53e, Kettermans 57e, ? Abautret 71e                                 | 9      | 3.500     |
| Dimanche 9 novembre 1947    | J11     | AS Troyes-Savinienne     | Ext. | 3 - 1 | Brécheteau 53e, Cauwelier 31e 41e                                        | 9      | 2.652     |
| Dimanche 16 novembre 1947   | J12     | Angers SCO               | Dom. | 2 - 3 | ? 69e, Gimenez 80e                                                       | 9      | 7.000     |
| Dimanche 23 novembre 1947   | J02     | US Le Mans               | Dom. | 0 - 0 | -                                                                        | 8      |           |
| Dimanche 7 décembre 1947    | J14     | Amiens AC                | Dom. | 4 - 1 | Zygmont 2e 35e, Crépin 84e, ? Abautret 67e                               | 7      | 5.000     |
| Jeudi 11 décembre 1947      | J13     | SR Colmar                | Ext. | 0 - 4 | -                                                                        | 8      | ?         |
| Dimanche 21 décembre 1947   | J15     | FC Rouen                 | Ext. | 1 - 4 | Crépin 16e                                                               | 9      | 5.500     |
| Jeudi 25 décembre 1947      | J16     | Nîmes Olympique          | Dom. | 7 - 3 | Gimenez 4e 28e, Zygmont 35e 77e 85e 84e, ? Abautret 50e, Crépin 67e      | 9      | 3.000     |
| Dimanche 28 décembre 1947   | J17     | OGC Nice                 | Dom. | 4 - 1 | Gimenez 8e 45e, Zygmont 45e, Docquin 83e                                 | 9      | 5.400     |
| Dimanche 11 janvier 1948    | J18     | Le Havre AC              | Ext. | 0 - 3 | -                                                                        | 9      | ?         |
| Dimanche 18 janvier 1948    | J19     | RC Lens                  | Dom. | 1 - 2 | Zygmont 5e                                                               | 9      | 6.000     |
| Dimanche 25 janvier 1948    | J20     | AS Avignon               | Dom. | 6 - 1 | L. Abautret (X?), Zygmont (X?), Deru (X?), ? 35e (csc) 55e (csc), ? (X1) | 9      | 3.700     |
| Dimanche 8 février 1948     | J21     | US Le Mans               | Ext. | 2 - 0 | Deru 72e, Zygmont 88e                                                    | 7      | 2.683     |
| Dimanche 15 février 1948    | J22     | Lyon OU                  | Dom. | 5 - 2 | Zygmont 5e, Cauwelier 20e 22e, Deru 39e, Gimenez 87e                     | 6      | 6.500     |
| Dimanche 22 février 1948,   | J23     | FC Girondins de Bordeaux | Ext. | 2 - 6 | Abautret 36e, Crépin 82e                                                 | 8      | 3.570     |
| Dimanche 7 mars 1948        | J24     | AS Charentes             | Ext. | 2 - 3 | Zygmont 4e, Crépin 80e                                                   | 9      | ?         |
| Dimanche 14 mars 1948       | J25     | AS Béziers               | Dom. | 1 - 0 | Zygmont 25e                                                              | 9      | 2.800     |
| Jeudi 25 mars 1948          | J26     | SR Colmar                | Dom. | 2 - 2 | Scuiler 5e 82e                                                           | 9      | 4.500     |
| Dimanche 28 mars 1948       | J27     | AS Troyes-Savinienne     | Dom. | 3 - 1 | Deru 14e, Scullier 14e 83e                                               | 8      | 2.700     |
| Dimanche 4 avril 1948       | J28     | Angers SCO               | Ext. | 2 - 3 |                                                                          | 9      | 6.000     |
| Dimanche 11 avril 1948      | J29     | SA Douai                 | Ext. | 5 - 1 | Crépin (X3), ? (X2)                                                      | 8      | ?         |
| Dimanche 18 avril 1948      | J30     | RCFC Besançon            | Dom. | 1 - 2 | Scuiler 31e                                                              | 9      | 3.950     |
| Dimanche 25 avril 1948      | J31     | CA Paris                 | Dom. | 4 - 2 | Scuiler 21e 81e 85e, Crépin 68e                                          | 10     | 2.600     |
| Dimanche 2 mai 1948         | J32     | US Valenciennes-Anzin    | Ext. | 1 - 1 | ? 33e                                                                    | 8      | ?         |
| Jeudi 6 mai 1948            | J33     | Nîmes Olympique          | Ext. | 1 - 4 | ?                                                                        | 9      | ?         |
| Dimanche 9 mai 1948         | J34     | OGC Nice                 | Ext. | 0 - 2 | -                                                                        | 9      | ?         |
| Dimanche 16 mai 1948        | J35     | FC Rouen                 | Dom. | 1 - 1 | Scuiler 33e                                                              | 9      | ?         |
| Dimanche 23 mai 1948        | J36     | Amiens AC                | Ext. | 2 - 7 | ?                                                                        | 11     | ?         |
| Dimanche 30 mai 1948        | J37     | Le Havre AC              | Dom. | 0 - 0 | -                                                                        | 11     | ?         |
| Dimanche 6 juin 1948        | J38     | RC Lens                  | Ext. | 2 - 5 | Staho 85e 87e                                                            | 11     | ?         |

### Coupe de France
La Coupe de France 1947-1948 est la 31e édition de la Coupe de France, une compétition à élimination directe mettant aux prises tous les clubs de football amateurs et professionnels à travers la France métropolitaine. Elle est organisée par la FFF et ses ligues régionales.
| Date                      | Tour                     | Adversaire             | Niveau               | Lieu   | Score      | Buteurs du FC Nantes | Affluence |
| ------------------------- | ------------------------ | ---------------------- | -------------------- | ------ | ---------- | -------------------- | --------- |
| Dimanche 14 décembre 1947 | 5e tour                  | Sporting Club Poitevin | DH Centre-Ouest (D3) | Dom.   | 9 - 0      | ?                    | 2.500     |
| Samedi 3 janvier 1948,    | 1/32e de finale          | Stade français         | D1                   | Neutre | 1 - 1 a.p. | L. Abautret 87e      | 5.098     |
| Jeudi 15 janvier 1948,    | 1/32e de finale - rejoué | Stade français         | D1                   | Neutre | 0 - 2      | -                    | 3.465     |

### Coupe Odorico
| Date         | Tour | Adversaire | Niveau | Lieu | Score | Buteurs du FC Nantes | Affluence |
| ------------ | ---- | ---------- | ------ | ---- | ----- | -------------------- | --------- |
| 13 août 1947 | ?    | Angers SCO | D2     | Ext. | 3 - 1 |                      |           |

## Statistiques

### Statistiques collectives
| Compétition     | Débute au tour | Termine         | Matches joués | Gagnés | Nuls | Perdus | Buts pour | Buts contre | Différence |
| --------------- | -------------- | --------------- | ------------- | ------ | ---- | ------ | --------- | ----------- | ---------- |
| Division 2      | -              | 11e             | 38            | 16     | 6    | 16     | 79        | 81          | -2         |
| Coupe de France | 5e tour        | 1/16e de finale | 4             | 3      | 0    | 1      | 10        | 3           | +7         |
| Total           | -              | -               | 42            | 19     | 6    | 17     | 89        | 84          | +5         |